# 6-foszfoglükonolaktonáz
A 6-foszfoglükonolaktonáz (EC 3.1.1.31, röviden 6PGL, PGLS, szabályos név: 6-foszfo-
d-glükono-1,5-lakton-laktonohidroláz) minden élőlényben megtalálható, a 6-foszfoglükonsav hidrolízisét a pentóz-foszfát út oxidatív részében katalizáló citoszolikus enzim: 
6-foszfo-
d-glükono-1,5-lakton + H2O → 6-foszfo-
d-glükonát
A 6PGL tercier szerkezete α/β-hidroláz-szerkezettel rendelkezik, ahol az aktív hely aminosavjai az α-hélixek gyűrűin találhatók. Az enzim szerkezete alapján e mechanizmus feltehetően az aktív helyen lévő hisztidin protontranszferjén alapul. A 6PGL szelektíven katalizálja a δ-6-foszfoglükonolakton hidrolízisét, és nem hat a γ-izomerre.

## Hatásmechanizmus
A 6-foszfoglükonolakton hidrolízise 6-foszfoglükonsavvá feltehetően a xilóz-izomerázhoz és a ribóz-5-foszfát-izomerázhoz. hasonlóan protontranszferrel kezdődik a gyűrű O5 atomjára A reakció a C5 észter hidroxilcsoportján kezdődik. Tetraéderes köztitermék keletkezése után az észterkötés eliminációja történik, ezt az aktív helyen lévő hisztidinről való protondonáció segíti. 2009-ig nem volt ismert, mely aminosav vesz részt a protontranszferben, mivel korábbi tanulmányok két lehetséges szubsztrátkonformációt is mutattak az aktív helyen, ahol az 5. oxigén az argininhez vagy a hisztidinhez proximális. Molekuladinamikai szimulációkkal fedezték fel, hogy a protondonor a hisztidin, az arginin csak a foszfátcsoportot stabilizálja. Az enzim-szubsztrát komplexet a karboxilát és a glicin aminjai is stabilizálják.

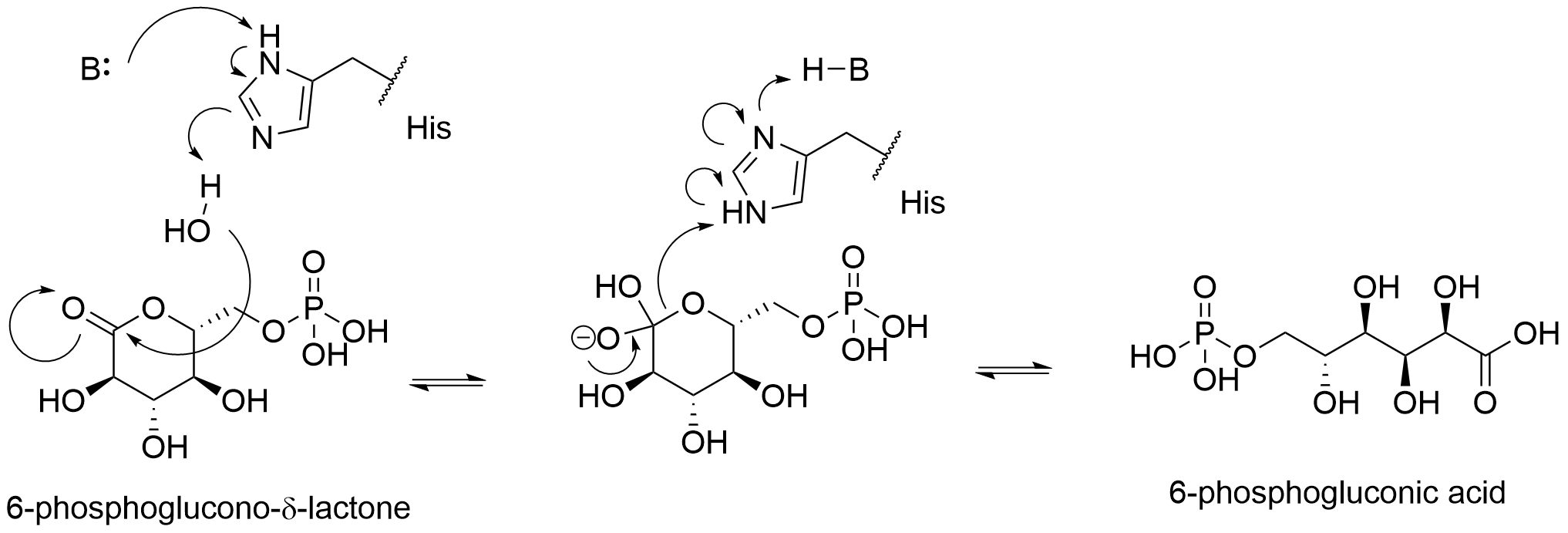
A 6-foszfoglükonolakton hidrolízise 6PGL-lel.

## Szerkezete
A humán 6PGL 258 aminosavból áll, tömege 30 kDa. A citoszolban fiziológiás körülmények közt monomer. Harmadlagos szerkezetében α/β-hidrolázszerkezet található, ahol a párhuzamos és antipárhuzamos β-redőket 8 α-hélix és 5 310-hélix veszi körül. A harmadlagos szerkezetet az aszparaginsav és arginin közti sóhidak és az aromás oldalláncok kölcsönhatásai stabilizálják. A Trypanosoma brucei 6PGL-a nem katalitikusan Zn2+-et köt, de ezt nem találták más fajok, például Thermotoga maritima and Vibrio cholerae esetén.
Az emlősök és a Trypanosoma brucei 6-foszfoglükonolaktonáza 31,2%-ban hasonló, utóbbi tömege 31,1 kDa. E szerkezeti különbségek felhasználhatók az emlős-6PGL-t nem, de a T. bruceiét célzó inhibitorok fejlesztésére.

## Biológiai funkció
A 6-foszfoglükonolaktonáz a 6-foszfoglükonolakton 6-foszfoglükonsavvá alakítását katalizálja, a pentóz-foszfát út újabb köztitermékévé, melyben a glükóz ribulóz-5-foszfáttá alakul. A pentóz-foszfát-út oxidatív fázisa CO2-ot és két NADPH-t termel NADP+-ból. A végtermék, a ribulóz-5-foszfát a nem oxidatív pentóz-foszfát út során különböző molekulák, például nukleotidok, adenozin-trifoszfát és koenzim A termelésében hasznosul.
A 6PGL-t a pentóz-foszfát útban megelőző enzim, a glükóz-6-foszfát-dehidrogenáz kizárólag 6-foszfoglükono-δ-laktont termel. Azonban ez megnövekedett mennyisége esetén a stabilabb γ-formává izomerizálódik, melyet a 6PGL nem tud hidrolizálni, így a pentóz-foszfát út nem oxidatív fázisába nem tud továbbhaladni. A 6-foszfoglükono-δ-lakton hidrolízisével a 6PGL megakadályozza annak felgyülemlését és a γ-lakton keletkezését, mely a hozzáférhető glükóz szempontjából veszteség lenne. A 6-foszfoglükonolaktont megtámadhatják sejtbeli nukleofilok, ezt az E. coliban expresszált fehérjék His-jelölt fehérjék α-N-6-foszfoglükonoilációja is jelzi, és a 6-foszfoglükonolakton 6PGL általi hidrolízise megakadályozza a lakton felgyülemlését és a lakton és a sejt közti káros kölcsönhatásokat.

## Szerepe betegségekben
A maláriaokozó Plasmodium berghei és Plasmodium falciparum kettős funkciójú enzimet kódolnak, melyek glükóz-6-foszfát-dehidrogenázként és 6-foszfoglükonolaktonázként is működnek, lehetővé téve a pentóz-foszfát út első 2 lépésének katalízisét. E kétfunkciós enzimet gyógyszerrel kezelhető célként azonosították malária ellen, és kis inhibitorainak nagy átvitelű vizsgálata olyan új vegyületek felfedezését okozta, melyek a malária ellen hatásos szerré alakíthatók.
A 6-foszfoglükonolaktonáz részleges elégtelensége többek közt hemolitikus anémiát okozó autoszomális domináns betegség.

## Fordítás
Ez a szócikk részben vagy egészben  a(z)   6-phosphogluconolactonase című angol Wikipédia-szócikk ezen változatának fordításán alapul.  Az eredeti cikk szerkesztőit annak laptörténete sorolja fel. Ez a jelzés csupán a megfogalmazás eredetét és a szerzői jogokat jelzi, nem szolgál a cikkben szereplő információk forrásmegjelöléseként.